# Ricky Lee Green
Ricky Lee Green (* 27. Dezember 1960 in Tarrant County, Texas, USA; † 8. Oktober 1997 in Walker County, Texas, USA) war ein US-amerikanischer Serienmörder, der 1997 hingerichtet wurde.

## Ereignisse
Ricky Green erstach, kastrierte und enthauptete im April 1985 den 16-jährigen Jeffery Davis, der in einem Sumpfgebiet in Fort Worth aufgefunden wurde. Im Oktober 1985 tötete er mit einem Messer und einem Hammer die 28-jährige Tänzerin Betty Monroe, die er als Anhalterin in Fort Worth mitgenommen hatte. Im November 1985 tötete er auf die gleiche Weise die 27-jährige Sandra Bailey, die er in einer Westernbar in Fort Worth kennengelernt hatte. Im September 1986 erstach und kastrierte er den 28-jährigen Steven Fefferman in dessen Haus in Fort Worth.
1989 wurde Green wegen Mordes an Fefferman angeklagt und 1990 zum Tode verurteilt. Die Strafe und das Urteil wurden vom texanischen Berufungsgericht 1992 bestätigt. Seine inzwischen von ihm geschiedene Ehefrau hatte umfassend zu seiner Verhaftung und Verurteilung beigetragen. Während Green sie als Komplizin in den beiden Morden an den Frauen beschuldigt hatte, behauptete diese, sie sei von ihrem Mann dazu gezwungen worden. Sie wurde schließlich zu einer zehnjährigen Haftstrafe auf Bewährung verurteilt. Im November 1991 hatte sie einen Auftritt in der Oprah Winfrey Show. Die Autorin Patricia Springer verfasste 1994 das Buch Blood Rush über die Verbrechen.
Ricky Green wurde im Oktober 1997 in der Huntsville Unit mit der Giftspritze hingerichtet.